# Smirten
Smirten of smirting is een benaming voor de praktijk van het tegelijkertijd roken en flirten in de rookruimte dan wel buiten openbare gelegenheden, zoals horecagelegenheden en kantoorgebouwen waar een rookverbod geldt. De term is een porte-manteau voor de Engelse werkwoorden to smoke en to flirt.
Het woord smirten werd in 2008 genomineerd voor de titel Woord van het jaar. Het woord smirten behaalde 5% van de stemming. Swaffelen won dat jaar met 57%.